# Geranium soboliferum
Geranium soboliferum là một loài thực vật có hoa trong họ Mỏ hạc. Loài này được Kom. mô tả khoa học đầu tiên năm 1901.

## Hình ảnh

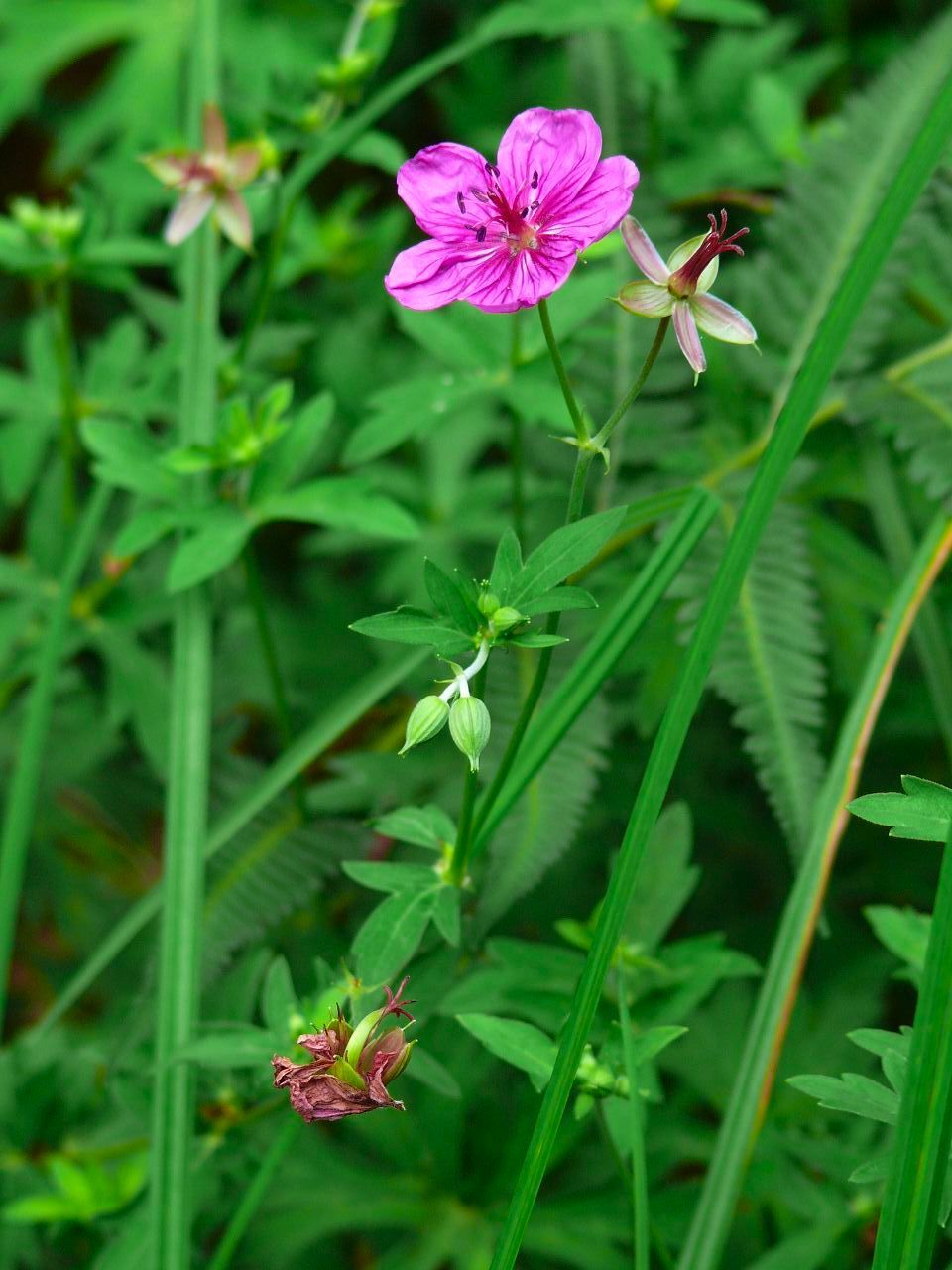
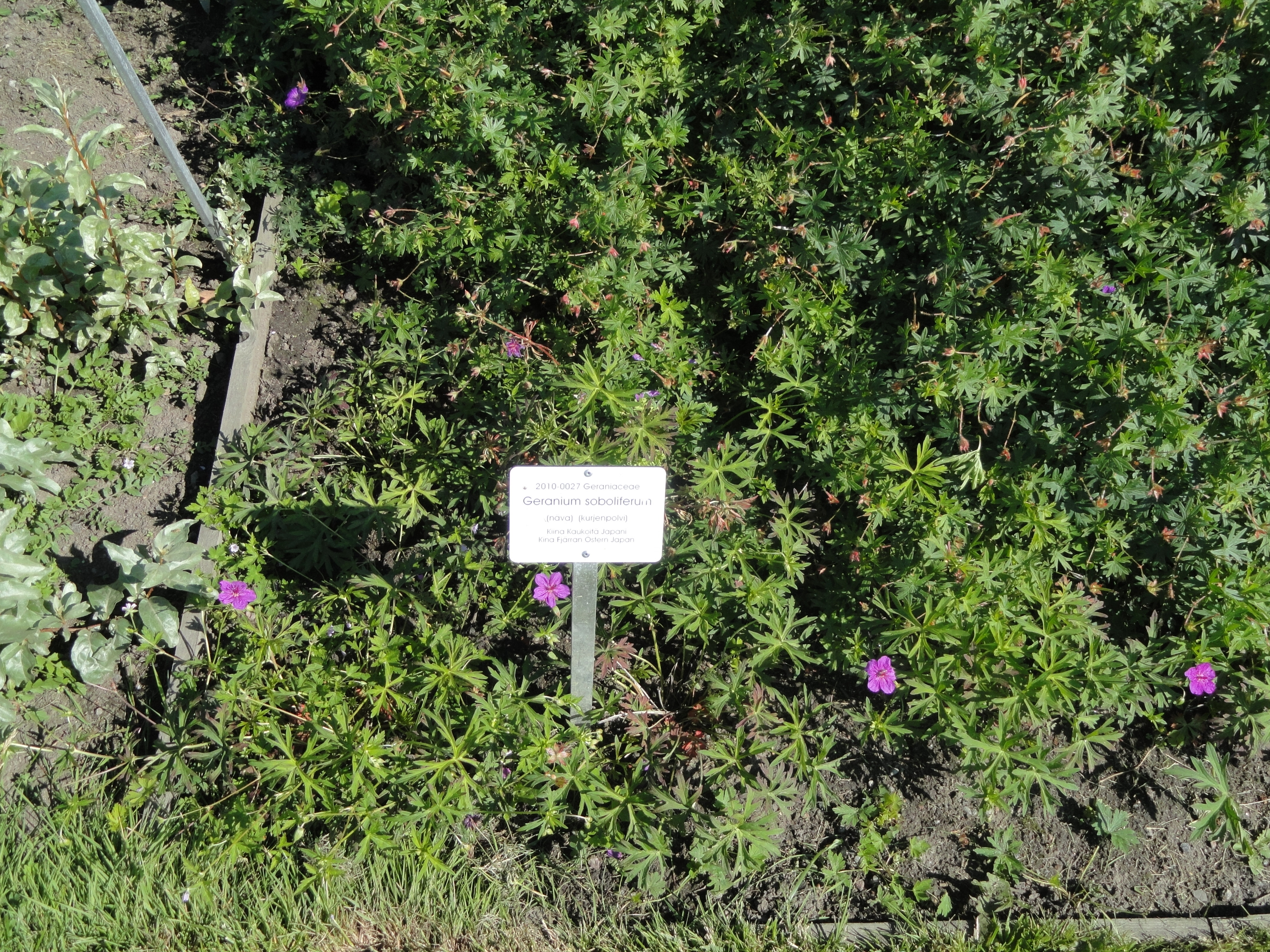
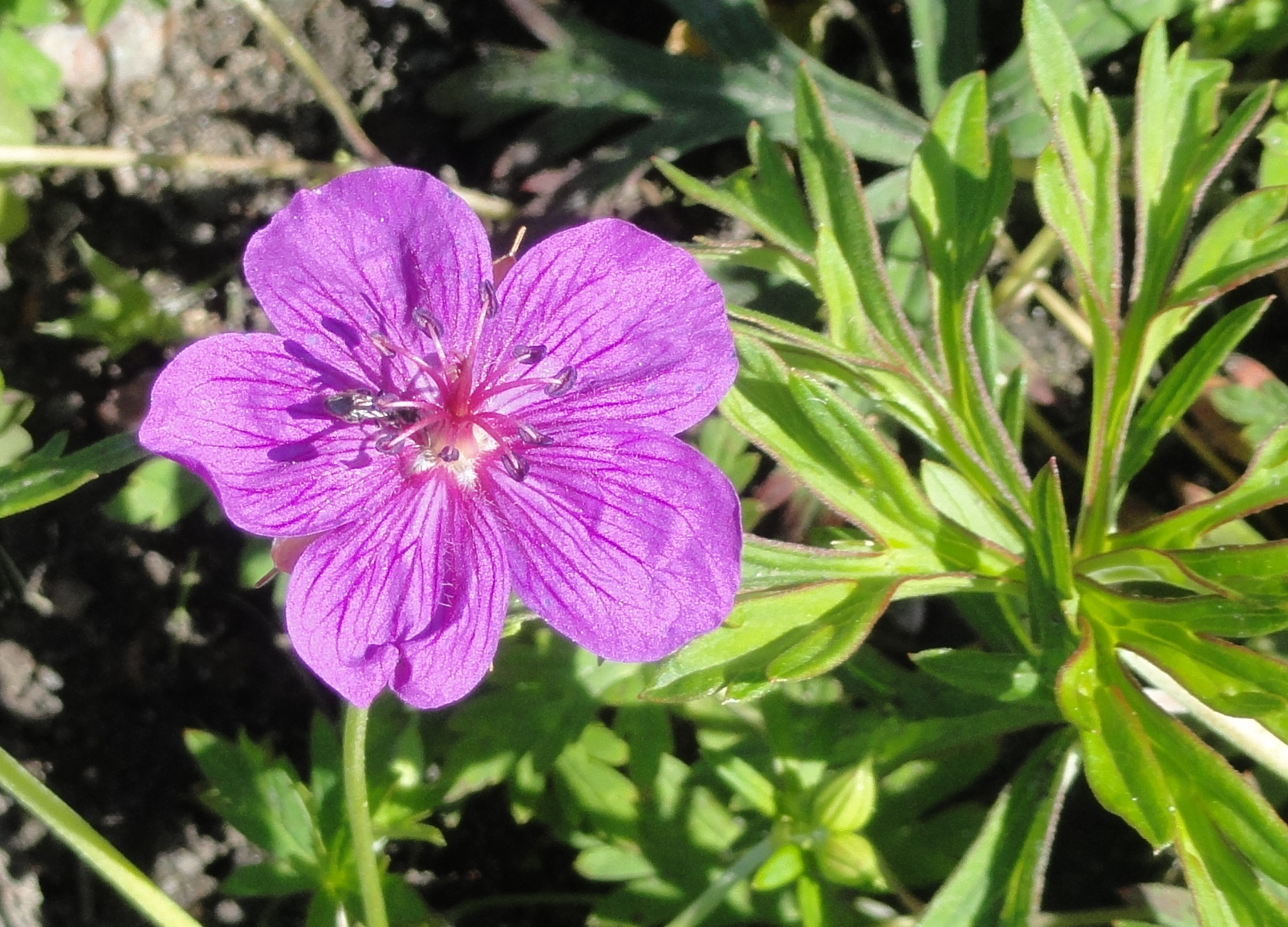
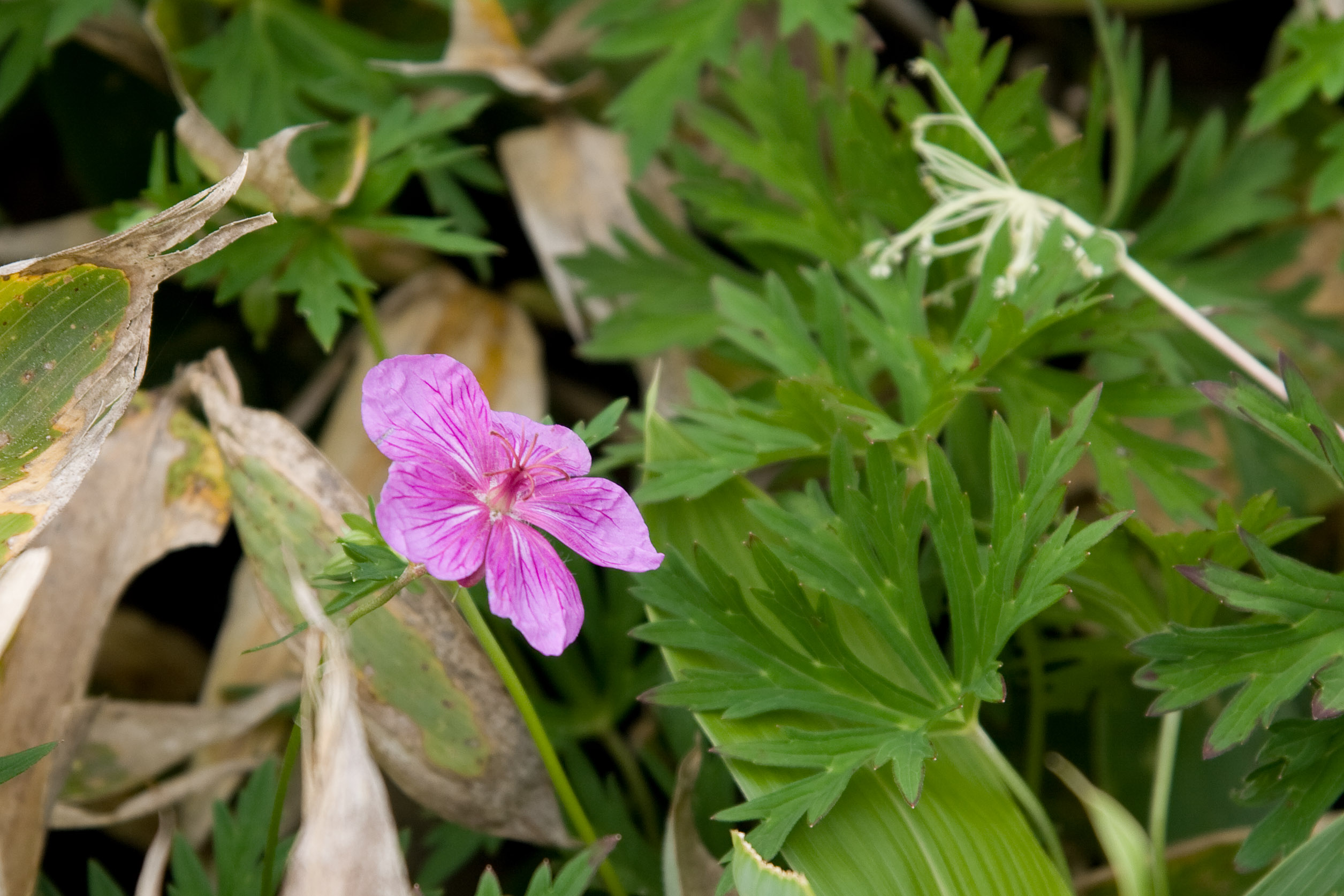